# Адуализъм
Адуализъм е термин измислен от американския психолог и философ Джеймс Болдуин през 1895 г. Според него това е състояние на първична недиференциация (неотделимост), при което състояние детето смесва Аз-а с не-Аза. Тази първична недиференциация е характерна за първите години от живота на детето, когато то чувства своята неделимост от майката, тоест когато не прави разграничение между вътрешния и външния свят.
Според Жан Пиаже има три форми на адуализъм:
- Първата е свързана с езика. При нея думата и предметът, който тя обозначава са неделими. Тя съществува до 7-8 годишна възраст.
- Втората форма на дуализъм се отнася до това че субективното и обективното са слети. Съществува до 9-10 годишна възраст.
- При третата форма, мисълта и материята са смесени. Мисълта не е отделима от предмета, който тя създава (тоест предмета на мисълта, не е отделим от самата мисъл, която го създава). Тази форма изчезва към 11-12 годишна възраст.

Интелектуалното развитие нормално се движи от първичната недиференциация към обективиране чрез движение към децентриране и дистанциране.